# Noman
Noman is een bestuurslaag in het regentschap Musi Rawas van de provincie Zuid-Sumatra, Indonesië. Noman telt 1325 inwoners (volkstelling 2010).